# Pierre-Édouard Bellemare
Pierre-Édouard Bellemare (* 6. März 1985 in Le Blanc-Mesnil) ist ein französischer Eishockeyspieler, der seit Oktober 2024 beim HC Ajoie aus der Schweizer National League unter Vertrag steht. Zuvor verbrachte der linke Flügelstürmer zehn Jahre in der National Hockey League (NHL) und lief dabei für die Philadelphia Flyers, Vegas Golden Knights, Colorado Avalanche, Tampa Bay Lightning und Seattle Kraken auf.

## Karriere
Pierre-Édouard Bellemare begann seine Karriere als Eishockeyspieler bei Rouen Hockey Élite 76, für die er von 2002 bis 2006 in der Ligue Magnus aktiv war. In diesem Zeitraum wurde er mit seiner Mannschaft 2003 und 2006 jeweils Französischer Meister und gewann mit Rouen zudem in den Jahren 2004 und 2005 jeweils die Coupe de France, den nationalen Pokalwettbewerb. Er selbst erhielt 2005 die Trophée Jean-Pierre Graff als bester Nachwuchsspieler der Ligue Magnus.
Im Sommer 2006 erhielt Bellemare einen Vertrag bei Leksands IF aus der HockeyAllsvenskan, der zweiten schwedischen Spielklasse. In der Saison 2008/09 war er mit 31 Treffern bester Torjäger der Liga und erreichte mit seinem Verein die Zweitligameisterschaft. Anschließend verpasste er mit Leksands IF in der Kvalserien den Aufstieg und schloss sich zur Saison 2009/10 dem Skellefteå AIK aus der Elitserien an, für den er fortan regelmäßig auf dem Eis stand.
Nach acht Jahren verließ Bellemare Schweden und schloss sich im Juni 2014 für zunächst eine Spielzeit den Philadelphia Flyers aus der nordamerikanischen National Hockey League an. Dort avancierte der Franzose auf Anhieb zum Stammspieler und erhielt nach dem Ende der Saison einen neuen Vertrag über zwei Jahre zu verbesserten Bedingungen. Dies wiederholte sich im März 2017, als Bellemare ein erneutes Angebot Philadelphias annahm.
Im Juni 2017 wurde er im NHL Expansion Draft 2017 von den Vegas Golden Knights ausgewählt. Mit dem Team erreichte er in den Playoffs 2018 überraschend das Finale um den Stanley Cup, unterlag dort allerdings den Washington Capitals. Nach zwei Jahren in Las Vegas wurde sein auslaufender Vertrag nicht verlängert, sodass er sich im Juli 2019 als Free Agent der Colorado Avalanche anschloss und dort einen Zweijahresvertrag unterzeichnete. In gleicher Weise wechselte er im Juli 2021 zu den Tampa Bay Lightning. Mit Tampa erreichte er in den Playoffs 2022 erneut das Stanley-Cup-Endspiel, scheiterte dieses Mal jedoch mit 2:4 an seinem vorherigen Arbeitgeber, der Colorado Avalanche. Nach zwei Jahren in Tampa wechselte er im Juli 2023 – abermals als Free Agent – für eine Spielzeit zu den Seattle Kraken.
Anschließend kehrte Bellemare im Oktober 2024, nach zehn Jahren in der NHL, nach Europa zurück, wo er sich dem HC Ajoie aus der Schweizer National League anschloss.

### International
Für Frankreich nahm Bellemare im Juniorenbereich an der U18-Junioren-C-Weltmeisterschaft 2002, der U18-Junioren-B-Weltmeisterschaft 2003 sowie den U20-Junioren-B-Weltmeisterschaften 2004 und 2005 teil. Im Seniorenbereich stand er im Aufgebot Frankreichs bei den B-Weltmeisterschaften 2005 und 2007 sowie bei den A-Weltmeisterschaften 2004, 2008, 2009, 2010, 2011, 2012, 2013, 2014, 2016, 2017, 2024 und 2025.
Außerdem vertrat er das Team Europa beim World Cup of Hockey 2016 und belegte dabei mit der Mannschaft den zweiten Platz.

## Erfolge und Auszeichnungen
| - 2003 Französischer Meister mit Rouen Hockey Élite 76 - 2004 Coupe de France mit Rouen Hockey Élite 76 - 2005 Coupe de France mit Rouen Hockey Élite 76 - 2005 Trophée Jean-Pierre Graff - 2006 Französischer Meister mit Rouen Hockey Élite 76 | - 2006 Ligue Magnus All-Star Team - 2009 Meister der HockeyAllsvenskan mit Leksands IF - 2009 Bester Torschütze der HockeyAllsvenskan - 2013 Schwedischer Meister mit Skellefteå AIK - 2014 Schwedischer Meister mit Skellefteå AIK |

### International
- 2002 Aufstieg in die Division I bei der U18-Junioren-Weltmeisterschaft der Division II
- 2005 Bester Torschütze der U20-Junioren-Weltmeisterschaft der Division I, Gruppe A (gemeinsam mit Tristan Lemoine und Roman Startschenko)
- 2007 Aufstieg in die Top-Division bei der Weltmeisterschaft der Division I
- 2016 Zweiter Platz beim World Cup of Hockey

## Karrierestatistik
Stand: Ende der Saison 2024/25

### International
| Vertrat Frankreich bei: - U18-Junioren-Weltmeisterschaft der Division II 2002 - U18-Junioren-Weltmeisterschaft der Division I 2003 - U20-Junioren-Weltmeisterschaft der Division I 2004 - Weltmeisterschaft 2004 - U20-Junioren-Weltmeisterschaft der Division I 2005 - Qualifikationsturnier für die Olympischen Winterspiele 2006 - Weltmeisterschaft der Division I 2005 - Weltmeisterschaft der Division I 2007 - Weltmeisterschaft 2008 - Qualifikationsturnier für die Olympischen Winterspiele 2010 - Weltmeisterschaft 2009 - Weltmeisterschaft 2010 | - Weltmeisterschaft 2011 - Weltmeisterschaft 2012 - Qualifikationsturnier für die Olympischen Winterspiele 2014 - Weltmeisterschaft 2013 - Weltmeisterschaft 2014 - Weltmeisterschaft 2016 - Qualifikationsturnier für die Olympischen Winterspiele 2018 - Weltmeisterschaft 2017 - Qualifikationsturnier für die Olympischen Winterspiele 2022 - Weltmeisterschaft 2024 - Qualifikationsturnier für die Olympischen Winterspiele 2026 - Weltmeisterschaft 2025 | Vertrat Team Europa bei: - World Cup of Hockey 2016 |

(Legende zur Spielerstatistik: Sp oder GP = absolvierte Spiele; T oder G = erzielte Tore; V oder A = erzielte Assists; Pkt oder Pts = erzielte Scorerpunkte; SM oder PIM = erhaltene Strafminuten; +/− = Plus/Minus-Bilanz; PP = erzielte Überzahltore; SH = erzielte Unterzahltore; GW = erzielte Siegtore; 1 Play-downs/Relegation; Kursiv: Statistik nicht vollständig)